# Assessmentcenter für Führungskräfte der Bundeswehr

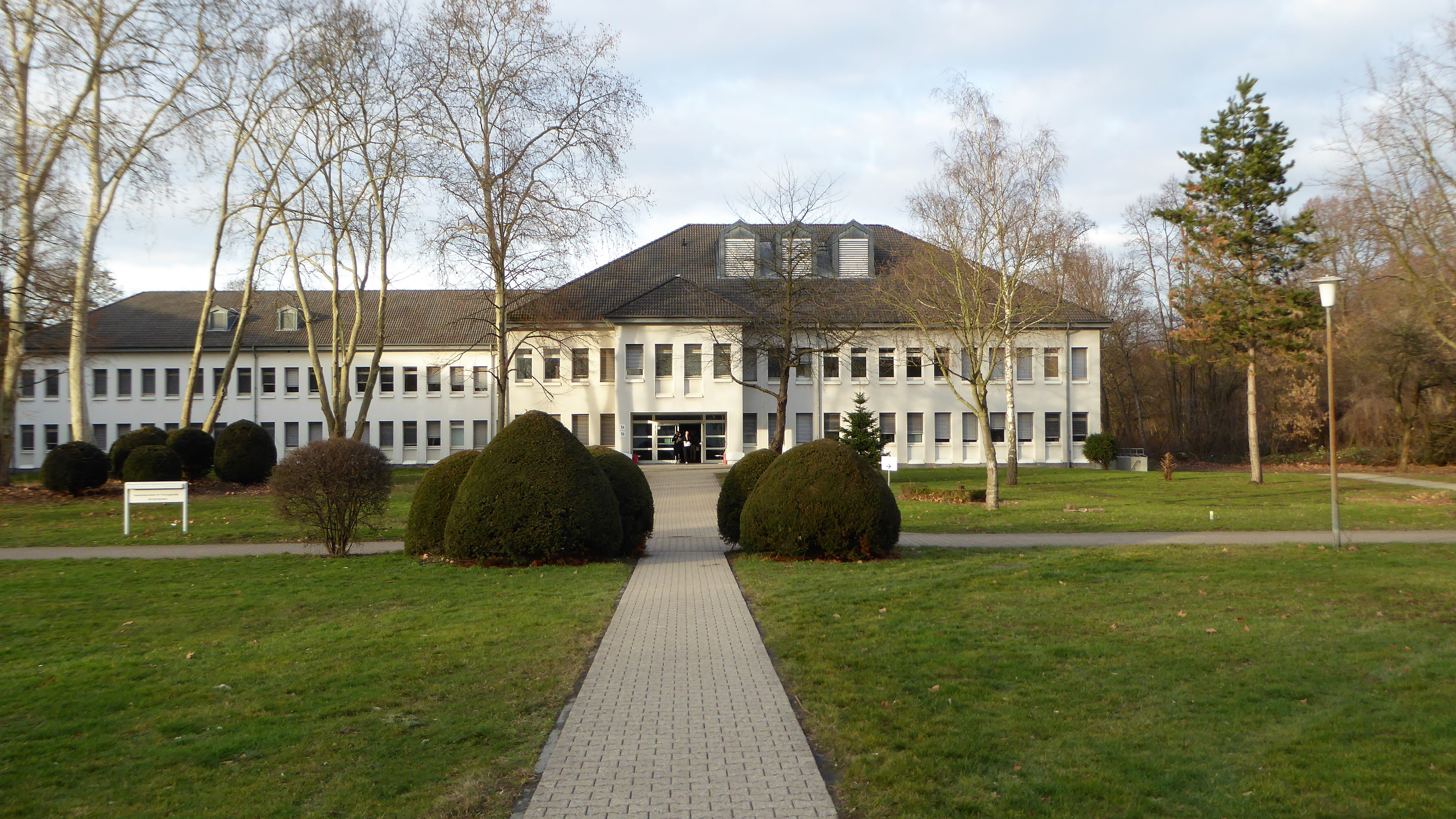
Assessmentcenter für Führungskräfte der Bundeswehr

Das Assessmentcenter für Führungskräfte der Bundeswehr (ACFüKrBw), ehemals die  Offizierbewerberprüfzentrale (OPZ), ist ein Tätigkeitsbereich des Bundesamtes für das Personalmanagement der Bundeswehr (BAPersBw). Es stellt das zentrale Assessment-Center der Bundeswehr dar, in dem Bewerber, die eine Laufbahn als Offizier der Bundeswehr anstreben, auf ihre charakterliche, psychische und physische Eignung geprüft werden. Das ACFüKrBw befindet sich in der Gereon-Kaserne in Köln. Es stellt gleichzeitig die Phase I der Prüfung der Offizierbewerber für den fliegerischen Dienst dar. Die Bewerbung für die Laufbahn der Offiziere zur Einstellung am 1. Juli ist spätestens bis zum 28. Februar des Jahres beim Wehrdienstberater abzugeben. Das Auswahlverfahren dauert zwei Tage, hinzu kommt ein Anreisetag. Die Bewerber bekommen für die Hin- und Rückreise einen Gutschein von der Bundeswehr zugesandt, der für die Deutsche Bahn gilt. Auch gibt es die Möglichkeit zur Erstattung der Fahrtkosten mit dem PKW.
Angehende Reserveoffizieranwärter wurden bis Ende 2021 in der Löberfeld-Kaserne in Erfurt geprüft.

## Die Prüfstationen
Die Prüfstationen werden in unterschiedlicher Reihenfolge durchlaufen, um die vorhandenen Kapazitäten besser auszunutzen und Wartezeiten zu verkürzen.

### Ärztliche Untersuchung
Hierbei handelt es sich um eine der Musterung entsprechende Untersuchung, an deren Ende der Bewerber in einen Tauglichkeitsgrad eingestuft wird. Für die Übernahme als Offizieranwärter wird mindestens der Tauglichkeitsgrad T2 benötigt.
Unter anderem werden folgende Tests bzw. Messungen vorgenommen:
- Sehtest
- Messung von Körpergewicht und Körpergröße
- Blendungstest
- Hörtest
- Urinprobe
  - inklusive Drogentest und Schwangerschaftstest
- abschließende Untersuchung durch einen leitenden Arzt
  - Messung von Blutdruck
  - Messung des Bauchumfangs
  - Analyse der Körperhaltung (Füße, Beinlänge, Wirbelsäule usw.)
  - Analyse der Körpererscheinung (Profil usw.)
  - Beweglichkeitstest

### Gruppensituationsverfahren
Drei bis fünf Bewerber sitzen an einem Tisch und werden von einem Prüfstabsoffizier (Major/Oberstleutnant) oder einem Psychologen sowie einem Prüfoffizier (Oberleutnant/Hauptmann) beobachtet. Sämtliche Beobachtungen werden dokumentiert.
In diesem Verfahren werden die Beherrschung des Worts in der Gruppe (Rhetorik), das Verhalten in einer Gruppe und der Inhalt der Aussagen (Planung) geprüft. Es sollte dabei eine angemessene und höfliche Gesprächskultur bestehen.
Um dies zu überprüfen, bekommt die Gruppe drei Aufgabenbereiche (zwei Planspiele, ein Kurzvortrag) aufgetragen:
In den Planspielen wird das Verhalten in einer Gruppe bewertet. Beim Vortrag wird das Verhalten vor einer Gruppe bewertet.
Als erstes wird eine Situationsdiskussion geführt. Dabei handelt es sich um ein Problem, für welches die Bewerber in zwölf Minuten eine möglichst gute Lösung finden sollen. Es gibt dabei keine Musterlösung.
Als Nächstes geht es um eingeschränkte Ressourcen, das heißt, die Gruppe erhält von einer Ressource nicht genug für alle Mitglieder. Es geht darum, seinen Anspruch auf die Ressource zu vertreten bzw. eine angemessene Entschädigung für den Verzicht zu erhalten. Als Hilfestellung erhält jeder eine Handreichung, in der Argumente sowie Gegenargumente aufgelistet werden, auch sind eigene, realistische Schlussfolgerungen als Argumente sinnvoll. Das angestrebte Ziel ist eine Lösung, die für alle Parteien vertretbar ist. Hierfür hat die Gruppe acht Minuten Zeit.
Als letztes folgt ein Kurzvortrag. Für diesen bekommt jeder ein Thema zugeteilt, welches aus dem Alltagsleben kommt bzw. kommen könnte. Nun hat man 25 Minuten Bearbeitungszeit, um sich mit dem Thema intensiv auseinanderzusetzen. Danach hat man maximal 10 Minuten Zeit, seine Lösung des Problems darzustellen, zu begründen und eine Zukunftsaussicht bezüglich des Problems zu nennen.

### Studienberatung
Für die Bewerber des Truppendienstes wird eine Studienberatung immer dann durchgeführt, wenn es Diskrepanzen zwischen den Wünschen des Bewerbers und seinem Leistungspotenzial gibt, so beispielsweise wenn ein technischer Studiengang gewünscht wird, aber die Noten im Bereich Mathematik oder Physik eher unterdurchschnittlich sind. Ein anderer Grund für eine Studienberatung kann sein, dass ein Bewerber mit Fachhochschulreife einen universitären Studiengang wünscht, und alternative Möglichkeiten mit ihm besprochen werden.
Das Ergebnis des Gesprächs wird dem Einplanungsoffizier mitgeteilt. Dieser entscheidet dann, ob er den Bewerber mit dem gewünschten Studium einstellen kann oder nicht.

### Interview
Das persönliche Interview entspricht einem normalen Bewerbungsgespräch. Auch sämtliche Testergebnisse aus dem Persönlichkeitsfragebogen, dem Kurzaufsatz, dem computergestützten Persönlichkeitstest und dem Gruppensituationsverfahren werden einbezogen.
Das Interview ist ein Hypothesen-geleitetes Gespräch, d. h. es werden Fragen zu bestimmten Themenbereichen gestellt. Dem Bewerber werden Fragen gestellt, die die Prüfkommission aufgrund der einzelnen vorangegangenen Tests individuell für den Prüfling zusammengestellt hat bzw. die sich aus dem Gespräch ergeben.
Das Gespräch soll von denselben Personen geführt werden, die auch beim Gruppensituationsverfahren anwesend waren. Ist dies aus organisatorischen Gründen nicht möglich, werden alle relevanten Informationen an die neue Prüfungskommission weitergegeben, so dass dem Bewerber hieraus kein Nachteil entsteht.
Da zum Beginn des Interviews alle für die Entscheidung über die Allgemeine Offizierseignung relevanten Informationen vorliegen, kann im Anschluss an das Interview über die Eignung des Bewerbers entschieden werden. Die Entscheidung wird dem Bewerber direkt nach dem Interview in schriftlicher Form eröffnet, wodurch das Interview vielen Bewerbern als besonders wichtige Station erscheint. Tatsächlich stellt es jedoch nur die abschließende Station der Bewertung dar.

## Einplanung
Mit den Bewerbern, die alle diese Tests bestanden haben, wird abschließend ein Einplanungsgespräch geführt mit dem Ziel festzustellen,  inwieweit sich der Studien-/Verwendungswunsch und das gezeigte Leistungspotenzial mit dem Bedarf der Streitkräfte in Einklang bringen lassen.
Sollte das Prüfergebnis des Bewerbers so gut sein, dass im verbleibenden Bewerbungszeitraum nur wenige Bewerber besser sein werden, kann hier bereits eine Sofortzusage erfolgen, d. h. dem Bewerber wird die Einstellung zugesichert. Die übrigen Bewerber werden zur Wahrung der Chancengleichheit vorerst in eine Warteliste aufgenommen und erhalten zu einem späteren Zeitpunkt eine Mitteilung über ihre Einstellung oder Ablehnung.
Ein geringer Prozentsatz der Bewerber wird direkt als Berufsoffizieranwärter (BOA) eingestellt, d. h. bei Erreichen bestimmter Voraussetzungen (Beförderung zum Leutnant und Bestehen des Diploms bzw. bestimmter Ausbildungsabschnitte) wird dem BOA die Übernahme zum Berufssoldaten angeboten, welche dieser jedoch ablehnen kann. Somit ist die Verleihung des Status BOA eine einseitige Verpflichtung der Bundeswehr gegenüber dem Bewerber.
Es besteht einmalig die Möglichkeit, den Offiziertest nach einem halben Jahr zu wiederholen, sofern man von den Prüfern nach dem Interview als „derzeit nicht geeignet“ eingestuft wurde. Bei einer Einstufung als „nicht geeignet“ ist eine Wiederholung für drei Jahre ausgeschlossen. Danach ist eine erneute Bewerbung allerdings möglich. Bei Uneinigkeit hinsichtlich der Studienempfehlung kann nach einem halben Jahr auf Antrag eine Studiennachberatung erfolgen. Wurden die geforderten Leistungen beim BFT  nicht erreicht, kann dieser, frühestens nach sechs Wochen und höchstens bis vier Monate nach Ablegen des ersten Tests, wiederholt werden und eine entsprechende Bescheinigung nachgereicht werden. Das Prüfungsergebnis behält solange seine Gültigkeit.

## Bewerber für den Fliegerischen Dienst
Wer sich als Luftfahrzeugführer bewirbt, muss einen zusätzlichen Fliegertest absolvieren. Danach folgt eine medizinische Untersuchung (Phase II) und eine fliegerische Eignungsfeststellung (Phase III) in Fürstenfeldbruck.
Bewerber, die nicht für den fliegerischen Dienst geeignet sind, aber die gleichen Voraussetzungen in Hinblick auf eine Offizierkarriere mitbringen wie die restlichen Bewerber, können an dem Auswahlverfahren weiter teilnehmen.

## Bewerbung für die Eignungsfeststellung für die Laufbahn der Offiziere
Eine Bewerbung für die Laufbahn der Offiziere wird im Regelfall über die Karriereberatung der Bundeswehr platziert. In der örtlichen Karriereberatung erhält man im Rahmen eines Beratungsgesprächs erste Informationen und die Bewerbungsunterlagen. Diese werden dann bei einem Folgetermin zusammen mit dem Karriereberater durchgegangen und abgegeben. Für die Laufbahnen der Mannschaften, Unteroffiziere und Feldwebel erfolgt die Eignungsfeststellung in den Karrierecentern der Bundeswehr.